# Glyptocera
Glyptocera är ett släkte av fjärilar. Glyptocera ingår i familjen mott.
Kladogram enligt Catalogue of Life:
| Glyptocera | \| \| Glyptocera busckella \| \| \| \| \| \| Glyptocera consobrinella \| \| \| \| |
|            | \| \| Glyptocera busckella \| \| \| \| \| \| Glyptocera consobrinella \| \| \| \| |
|            | Glyptocera busckella                                                              |
|            |                                                                                   |
|            | Glyptocera consobrinella                                                          |
|            |                                                                                   |